# Leviathan II
Leviathan II (с англ. — «Левиафан II») — восемнадцатый студийный альбом шведской симфоник-метал-группы Therion, вышедший 28 октября 2022 года на лейбле Nuclear Blast.
Вместе с Leviathan, вышедшим в 2021 году, и Leviathan III, вышедшим в 2023 году, Leviathan II входит в одноимённую трилогию альбомов. Первый из них отсылает к классическому звучанию группы, второй — ко временам альбома Vovin.

## Список композиций
| №                   | Название                | Автор(ы)                | Длительность |
| ------------------- | ----------------------- | ----------------------- | ------------ |
| 1.                  | «Aeon of Maat»          | Кристофер Йонссон       | 2:36         |
| 2.                  | «Litany of the Fallen»  | Йонссон, Томас Викстрём | 4:24         |
| 3.                  | «Alchemy of the Soul»   | Йонссон, Викстрём       | 4:10         |
| 4.                  | «Lunar Coloured Fields» | Йонссон                 | 5:40         |
| 5.                  | «Lucifuge Rofocale»     | Йонссон                 | 4:42         |
| 6.                  | «Marijin Min Nar»       | Кристиан Видаль         | 3:56         |
| 7.                  | «Hades and Elysium»     | Йонссон, Викстрём       | 4:22         |
| 8.                  | «Midnight Star»         | Йонссон, Викстрём       | 4:42         |
| 9.                  | «Cavern Cold as Ice»    | Йонссон, Викстрём       | 3:25         |
| 10.                 | «Codex Gigas»           | Йонссон, Викстрём       | 4:06         |
| 11.                 | «Pazuzu»                | Йонссон                 | 4:27         |
| Общая длительность: | Общая длительность:     | Общая длительность:     | 46:30        |

## Участники записи

### Therion
- Кристофер Йонссон — ритм-гитара, вокал, бас-гитара, клавишные
- Налле Пальсон — бас-гитара
- Томас Викстрём — тенор-вокал, клавишные
- Кристиан Видаль — соло-гитара
- Лори Льюис — сопрано-вокал, альт-вокал (треки 1, 4, 6, 7)

### Приглашённые музыканты
- Бьёрн Хоглунд — ударные
- Каталина Попа — флейта, альт-флейта (треки 7, 9)
- Альмут Сторх — скрипка, альт, виолончель (треки 1, 3, 6)
- Эрик Мортенссон — вокал (треки 1, 11)
- Хавьер Поведано — баритон-вокал (трек 1)
- Росалия Сайрем — вокал (треки 1, 3, 9)
- Ноа Груман — вокал, альт-вокал, сопрано-вокал (трек 5)
- Таида Назраич — вокал, альт-вокал, сопрано-вокал (треки 1, 3, 4, 7)
- Крис Давидсон — вокал (трек 5)
- Кьяра Мальвестити — сопрано-вокал (треки 1, 5, 8)
- Ансамбль песни и пляски российской  армии им. А. В. Александрова (солист — Юрий Сергеевич Запланов) — хор (трек 8) [12]

### Производство
- Кристофер Йонссон — продюсер
- Эрик Мортенссон — мастеринг, микширование
- Фабио Амурри — программирование
- Томас Эверхард — обложка